# لاوتر تشيلمبي
لاوتر تشيلمبي (بالإنجليزية: Laughter Chilembe)‏، من مواليد 25 نوفمبر 1975، لاعب كرة قدم زامبي.
و قد لعب مع منتخب زامبيا لكرة القدم.

## روابط خارجية
- لاوتر تشيلمبي على موقع الاتحاد الدولي (مؤرشف)  (الإنجليزية)
- لاوتر تشيلمبي على موقع ناشيونال فوتبول تيمز (الإنجليزية)